# Zezé Di Camargo & Luciano (álbum de 2012)
Zezé Di Camargo & Luciano é um álbum ao vivo e de estúdio de Zezé Di Camargo & Luciano, lançado em 19 de abril de 2012, contendo 14 faixas, totalmente inéditas, sendo que 6 foram gravadas em estúdio e 8 foram retiradas do DVD 20 Anos de Sucesso, gravado ao vivo.

## Faixas
| N.º | Título                                   | Compositor(es)                                      | Duração |  |
| 1.  | "Sonho de Amor"                          | Michael Sullivan / Paulo Massadas                   |         |  |
| 2.  | "Sou Seu Amor e Você é a Minha Vida"     | Zezé Di Camargo                                     |         |  |
| 3.  | "Criação Divina" (part. Paula Fernandes) | César Lemos                                         |         |  |
| 4.  | "Fechou o Tempo"                         | Zezé Di Camargo                                     |         |  |
| 5.  | "Labirinto"                              | Paschoal / Capela                                   |         |  |
| 6.  | "Não Tem Graça"                          | César Augusto / Cecílio Nena                        |         |  |
| 7.  | "As Coisas Mudam"                        | Zezé Di Camargo                                     |         |  |
| 8.  | "Tudo Deu em Nada (Menta y Lemon)"       | Carlos Narea / Roque Narvaja - versão: José Augusto |         |  |
| 9.  | "Eu Assumo"                              | Carlos Randall / Danimar                            |         |  |
| 10. | "Eu Tô Na Pista, Eu Tô Solteiro"         | Edson / Felipe / Flavinho Alencar                   |         |  |
| 11. | "Bola de Fogo"                           | César Augusto / Bozzo Barretti                      |         |  |
| 12. | "Eu Quero é Mais"                        | Zezé Di Camargo                                     |         |  |
| 13. | "Em Algum Lugar do Passado"              | Alexandre / Darci Rossi                             |         |  |
| 14. | "Meu Neném, Meu Bebê, Minha Vida"        | Tivas / Ivan Medeiros                               |         |  |

### Desempenho nas tabelas musicais
| Tabela (2012)                                           | Melhor posição |
| ------------------------------------------------------- | -------------- |
| Brasil (Associação Brasileira dos Produtores de Discos) | 1              |